# Acutotyphlops banaorum
Acutotyphlops banaorum е вид влечуго от семейство Typhlopidae.

## Разпространение
Видът е разпространен във Филипини.